# Pero atrocolorata
Pero atrocolorata är en fjärilsart som beskrevs av George Duryea Hulst 1885. Pero atrocolorata ingår i släktet Pero och familjen mätare. Inga underarter finns listade i Catalogue of Life.